# Orthaea paniculata
Orthaea paniculata är en ljungväxtart som beskrevs av J.L. Luteyn. Orthaea paniculata ingår i släktet Orthaea och familjen ljungväxter. Inga underarter finns listade i Catalogue of Life.